# Sharpay's Fabulous Adventure (álbum)
Sharpay's Fabulous Adventure é a trilha sonora do filme de mesmo nome do canal Disney Channel. Foi lançada nos Estados Unidos pela gravadora Walt Disney Records em 19 abril de 2011, porém apenas nas plataformas digitais. Foi lançado em CD em 17 de maio de 2011.

## Informações do álbum
Sharpay's Fabulous Adventure é um spin-off da série High School Musical, protagonizado pela atriz e cantora Ashley Tisdale que gravou várias canções para o filme. Seu companheiro de High School Musical, Lucas Grabeel, também gravou uma versão cover do sucesso de Justin Bieber "Baby" para o filme. 

## Singles
A canção "Gonna Shine" foi o primeiro e único single e único do álbum, e teve uma estréia mundial na Rádio Disney em 25 de março de 2011, e logo após foi lançada nas plataformas digitais.
Na Espanha "Gonna Shine" ganhou uma versão em espanhol na voz de Ana Mena, que venceu o concurso "My Camp Rock" promovido pelo canal em 2010. A música foi intitulada de "Voy a Brillar" e foi lançada como faixa bônus da trilha sonora no país.
A edição lançada em Portugal também ganhou uma versão de "Gonna Shine" na voz de Maria Bradshaw, intitulada "Vou Brilhar".

## Faixas
| N.º            | Título                        | Artista                       | Duração |  |
| 1.             | "Gonna Shine"                 | Ashley Tisdale                | 3:09    |  |
| 2.             | "My Boy and Me"               | Ashley Tisdale                | 2:25    |  |
| 3.             | "My Girl and Me"              | Bradley Steven Perry          | 2:15    |  |
| 4.             | "New York's Best Kept Secret" | Ashley Tisdale                | 3:29    |  |
| 5.             | "The Rest of My Life"         | Ashley Tisdale                | 3:06    |  |
| 6.             | "Baby"                        | Lucas Grabeel                 | 3:34    |  |
| 7.             | "Walking on Sunshine"         | Aly & AJ                      | 3:54    |  |
| 8.             | "Fabulous Remix"              | Ashley Tisdale, Lucas Grabeel | 3:02    |  |
| Duração total: | Duração total:                | Duração total:                | 24:25   |  |

## Edições Lançadas
| Edição Portuguesa |                                             |                               |         |  |
| N.º               | Título                                      | Artista                       | Duração |  |
| 1.                | "Vou Brilhar!"                              | Maria Bradshaw                | 3:09    |  |
| 10.               | "Fabulous"                                  | Ashley Tisdale, Lucas Grabeel | 3:00    |  |
| 11.               | "You Are The Music In Me (Sharpay Version)" | Ashley Tisdale, Zac Efron     | 2:29    |  |
| 12.               | "HUMUHUMUNUKUNUKUAPUA’A"                    | Ashley Tisdale, Lucas Grabeel | 3:09    |  |
| 13.               | "Bop To The Top"                            | Ashley Tisdale, Lucas Grabeel | 1:45    |  |

| Edição Brasileira |                                             |                               |         |  |
| N.º               | Título                                      | Artista                       | Duração |  |
| 9.                | "I Want It All"                             | Ashley Tisdale, Lucas Grabeel | 4:37    |  |
| 10.               | "Fabulous"                                  | Ashley Tisdale, Lucas Grabeel | 3:00    |  |
| 11.               | "You Are The Music In Me (Sharpay Version)" | Ashley Tisdale, Zac Efron     | 2:29    |  |
| 12.               | "HUMUHUMUNUKUNUKUAPUA’A"                    | Ashley Tisdale, Lucas Grabeel | 3:09    |  |
| 13.               | "Bop To The Top"                            | Ashley Tisdale, Lucas Grabeel | 1:45    |  |

| Edição Espanha |                                             |                               |         |  |
| N.º            | Título                                      | Artista                       | Duração |  |
| 9.             | "Voy A Brillar"                             | Ana Mena                      | 3:09    |  |
| 10.            | "Fabulous"                                  | Ashley Tisdale, Lucas Grabeel | 3:00    |  |
| 11.            | "You Are The Music In Me (Sharpay Version)" | Ashley Tisdale, Zac Efron     | 2:29    |  |
| 12.            | "HUMUHUMUNUKUNUKUAPUA’A"                    | Ashley Tisdale, Lucas Grabeel | 3:09    |  |
| 13.            | "Bop To The Top"                            | Ashley Tisdale, Lucas Grabeel | 1:45    |  |